# The Concretes (album)
Den svenska indiepopgruppen The Concretes första fullängdsalbum som släpptes i Sverige 2003, och internationellt 2004.

## Låtlista
| 1.  | Say Something New    | 3:48 |  |
| 2.  | You Can't Hurry Love | 2:02 |  |
| 3.  | Chico                | 5:07 |  |
| 4.  | New Friend           | 4:11 |  |
| 5.  | Diana Ross           | 3:43 |  |
| 6.  | Warm Night           | 3:37 |  |
| 7.  | Foreign Conutry      | 1:45 |  |
| 8.  | Seems Fine           | 2:12 |  |
| 9.  | Lovin' Kind          | 5:35 |  |
| 10. | Lonely As Can Be     | 3:32 |  |
| 11. | This One's For You   | 4:34 |  |